# John Adams (marinaio)
John Adams, noto anche come Jack Adams (Hackney, 4 luglio 1767 – Isole Pitcairn, 5 marzo 1829), è stato un marinaio britannico noto perché fu l'unico ammutinato del Bounty ufficialmente sopravvissuto.

## Biografia
Quando il Bounty (un mercantile armato con 4 cannoni) salpò da Spithead il 23 dicembre 1787 con l'intenzione di raggiungere Tahiti doppiando Capo Horn, utilizzava il nome "Alexander Smith": rimase con queste generalità fino al 1808, quando fu scoperto dal capitano Mayhew Folger della nave baleniera americana Topaz. Dà il nome alla città di Adamstown, capoluogo delle Pitcairn.